# 1994 TG2
1994 TG2, também escrito como 1994 TG2, é um objeto transnetuniano (TNO) que está localizado no cinturão de Kuiper, uma região do Sistema Solar. Ele é classificado como um cubewano. Ele possui uma magnitude absoluta (H) de 7,0 e, tem um diâmetro estimado com cerca de 175 km, por isso é pouco provável que possa ser classificado como um planeta anão, devido ao seu tamanho relativamente pequeno.

## Descoberta
1994 TG2 foi descoberto no dia 08 de outubro de 1994 pelo astrônomo O. R. Hainaut.

## Órbita
A órbita de 1994 TG2 tem uma excentricidade de 0.000 e possui um semieixo maior de 42.448 UA. O seu periélio leva o mesmo a uma distância de 42.448 UA em relação ao Sol e seu afélio a 42.448.